# Changchuan
Changchuan är en socken i nordvästra Kina. Den ligger i Lintan härad i den autonoma prefekturen Gannan för tibetaner i provinsen Gansu, omkring 150 kilometer söder om provinshuvudstaden Lanzhou. Antalet invånare är 10 037. Befolkningen består av 4 927 kvinnor och 5 110 män. Barn under 15 år utgör 23,0 %, vuxna 15-64 år 70 %, och äldre över 65 år 6,0 %.